# Pinza amperometrica

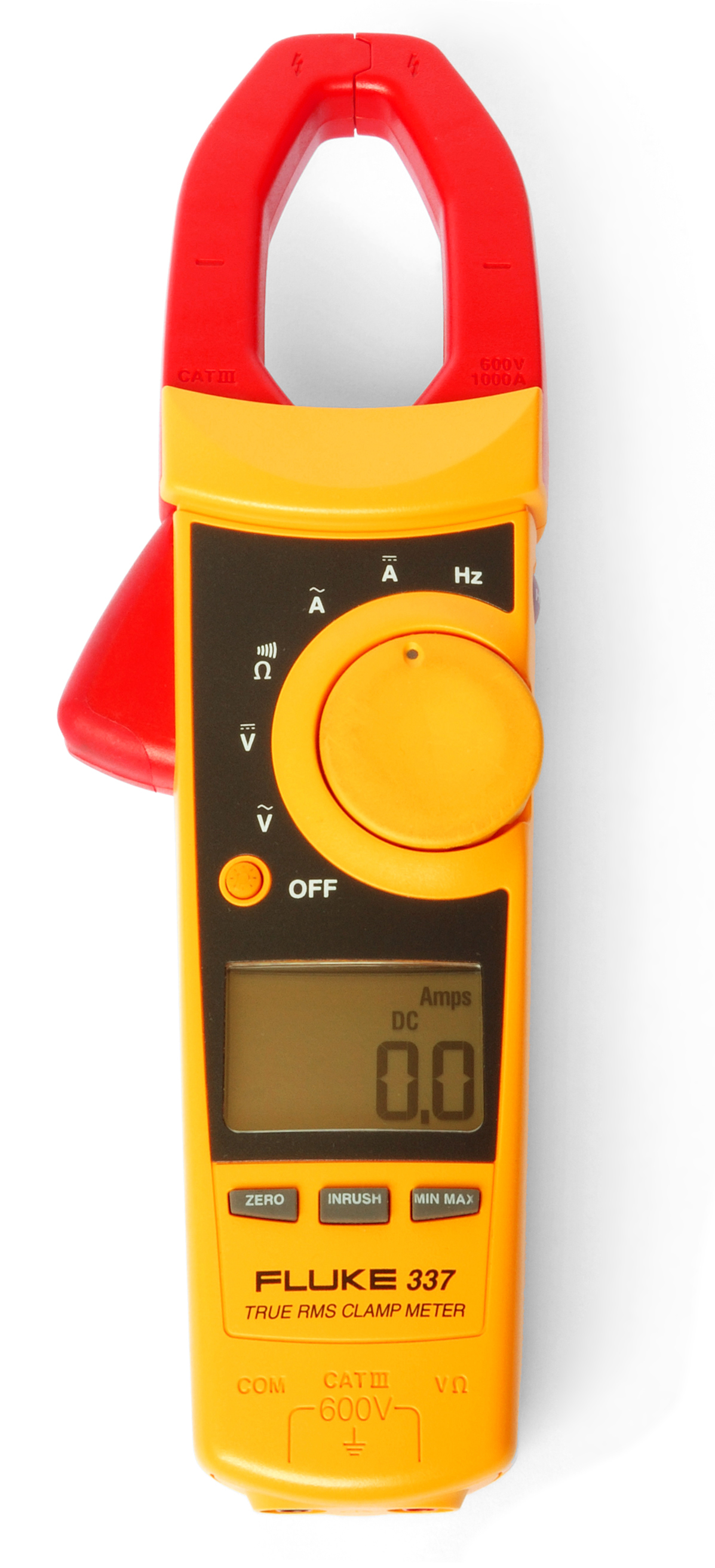
Una pinza amperometrica

La pinza amperometrica è uno strumento di misura portatile che si utilizza per misurare intensità di correnti elettriche su parti di un impianto che non possono essere messe fuori servizio. Viene usata per misure veloci di correnti di media/alta intensità (fino a 1000 A) rilevate "in campo", con una precisione accettabile, ma generalmente inferiore rispetto agli amperometri classici. 

## Differenze con l'amperometro classico
Gli amperometri classici, per poter effettuare la misura, vanno inseriti in serie al circuito, il che implica la necessità di interrompere momentaneamente la linea per poi ripristinarla con lo strumento inserito. Ove questo non fosse consentito (carichi non interrompibili per motivi tecnici o esigenze di sicurezza), si può ricorrere alla pinza amperometrica, la quale è in grado di misurare correnti venendo semplicemente "agganciata" attorno al conduttore: questa infatti rileva l'intensità del campo elettromagnetico presente attorno al cavo e la trasforma in un segnale elettrico inviato al misuratore (di tipo analogico o digitale).

## Principio di funzionamento
L'anello apribile (detto anche "ganasce") che viene agganciato al conduttore sotto misura è costruito con materiale ferromagnetico (pacco di lamierini o, nei modelli attuali, con ferrite), costituendo di fatto il nucleo di un trasformatore di corrente, il cui primario è rappresentato dal cavo a cui viene agganciato, mentre il secondario è costituito da una bobina avvolta intorno al nucleo (non visibile perché si trova all'interno dell'apparecchio). La tensione all'uscita della bobina viene inviata ad uno strumento di misura analogico (nei modelli classici, che pertanto non necessitano di alimentazione propria), oppure a un misuratore digitale con display LCD nei modelli recenti, che abbisognano pertanto di una batteria di alimentazione.

## Uso corretto
Per quanto fin qui descritto, risulta evidente che la pinza può dare una corretta misura della corrente solo se "agganciata" al solo conduttore in esame (uno dei tre nel sistema trifase, fase o neutro indifferentemente nel sistema monofase). Uno degli errori più comuni commessi dagli utenti domestici non professionali è la pretesa di misurare l'assorbimento di un dispositivo (ad esempio una stufa elettrica), agganciando l'intero cavo di alimentazione della stessa, col risultato di leggere un valore misurato pari a zero, in quanto i campi elettromagnetici generati dai due conduttori presenti nel cavo si elidono vicendevolmente. Altro errore a volte commesso è il tentativo di misurare una corrente continua con una economica pinza amperometrica standard. Per questi scopi deve essere usata una pinza dotata di sensore.

## Tipologie
I modelli attuali, sia per uso hobbistico che professionale, sono generalmente costruiti in tecnica digitale, alimentati a batterie, di semplice uso e facile lettura tramite display numerico. In genere integrano anche funzioni da tester più o meno ricche di grandezze elettriche e portate di misura, per cui vengono forniti con la classica coppia di puntali rosso/nero. Le misure aggiuntive più comuni presenti nei modelli economici sono: tensione AC/DC, resistenza e test di continuità (con cicalino).
Hanno in genere la forma di un dispositivo palmare terminante con un anello apribile a pinza, al cui interno viene collocato il filo in esame senza necessità di interrompere il circuito. Le pinze sono realizzate in materiale ferromagnetico.  All'interno del dispositivo una bobina avvolta sul circuito magnetico genera ai suoi capi una tensione che può essere misurata da uno strumento integrato. In pratica il sistema costituisce un trasformatore di corrente, e per questo può misurare solamente una corrente alternata.
Per correnti continue esistono apparecchi più sofisticati che, grazie ad un sensore ad effetto Hall inserito nell'anello ferromagnetico, sono in grado di misurare anche correnti non variabili nel tempo (le quali non potrebbero generare alcuna tensione nella bobina). 
Per effettuare analisi e misure accurate della corrente circolante in un circuito elettronico in progetto o in manutenzione, si usano veri e propri sistemi di misura, costituiti da una sonda Hall (pinza), accoppiata al proprio amplificatore, il cui segnale è trasferito ad un oscilloscopio. Il campo di frequenza misurabile può spaziare dalla corrente continua a oltre 100 megahertz.